# Паязити, Захир

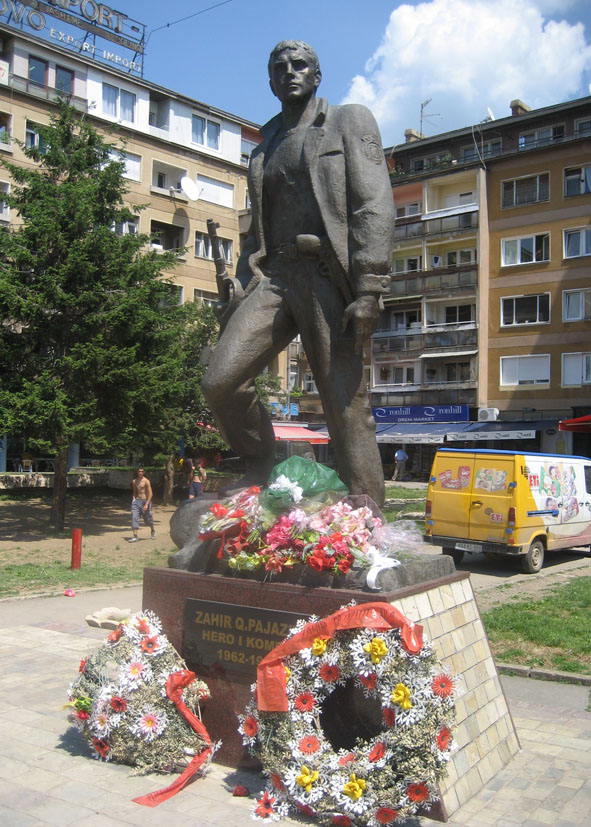
Статуя Паязити в Приштине

Захир Паязити (алб. Zahir Pajaziti; 1 ноября 1962, Туричица, Подуево — 31 января 1997, Пестово, Вучитрн) — один из основателей Армии освобождения Косова (АОК). Он был первым командиром АОК, который умер в борьбе против сербских подразделений. Герой Республики Косово.
Он учился в Университете Приштины. В 1981 году Паязити был организатором политических демонстраций в Подуеве. С середины 90-х он был активистом Парламентской партии Косова (Partia Parlamentare e Kosovës). В то же время он был одним из основателей АОК и одним из её лидеров в 1996–1997 годах. 31 января 1997 Паязити был убит боевым подразделением МВД Сербии.
Сербская сторона обвиняла его в совершении (в качестве лидера АВК и его группы) нападений на полицейские подразделения косовских сербов.
28 ноября 2000 командир АВК Агим Чеку представил в центре Приштины статую в честь Паязити. Во время Косовской войны бригада АВК носила имя Паязити, сегодня есть улицы и площади в Косово, названные его именем.